# Натрон (језеро)
Натрон је слано језеро које се налази у северној Танзанији, у близини саме границе с Кенијом. Језеро се улива у Саутерн Ивасо Негиро (енгл. Southern Ewaso Ng'iro), једно од богатих минералних језера. Врло је плитко, мање од 3 m, a варира у ширини зависно од водостаја који се мења током године. Сматра се једним од најнегостољубивијих језера на свету. Налази се у близини вулканских планина од којих је једна активна.

## О језеру
Језеро је име добило по хемикалији коју садржи, натрон. Реч је о мешавини натријум-карбоната и натријум-бикарбоната. Алкалност воде варира од pH 9 до pH 10,5. Температура воде достиже чак 60 степини целзијусових.

## Живи свет
Боја језера је карактеристична за оне у којима се јављају врло велике брзине испаравања. Како вода испарава током суве сезоне, нивои сланости се повећавају. Кора алкалних соли на површини језера је често обојена црвеном или ружичастом бојом која потиче од ендемских врста алги и микроорганизама који воле соли.
Језеро је и стално подручје узгајања за 2,5 милиона мањих фламингоса, чији је статус скоро угрожених резултат њихове зависности од ове једне локације. Када се повећава салинитет, број цијанобактерија се повећа, а језеро може да подржи више гнезда. Ови фламингоси, јединствено велико јато у источној Африци, окупљају се поред оближњих сланих језера да би се хранили на Спирулини (плаво-зелене алге са црвеним пигментима). Језеро се сматра орнитолошким резерватом за мале фламингосе. Језеро је сигурно место за размножавање, јер је њена алкална средина баријера предаторима који покушавају да дођу до гнезда фламингоса на, сезонским створеним, испарљивим острвима.
У језеру живи ендемска врста рибе Tilapia alcalica (Аlcolapia alcalica) која је специфична за језеро Натрон. Слана језера су изузетно погодна за изучавање екосистема јер у неповољним условима живи велики број јединки одређених врста којима не сметају екстремни услови живота.

## Галерија
- Језеро Натрон
- Сателитски снимак
- Копно са погледом на Језеро Натрон
- Језеро Натрон са погледом на вулкан Гелаи
- Ходање по језеру
- Фламингоси у лету над Језером Натрон
- Флора Језера Натрон